# 디지털 인문학

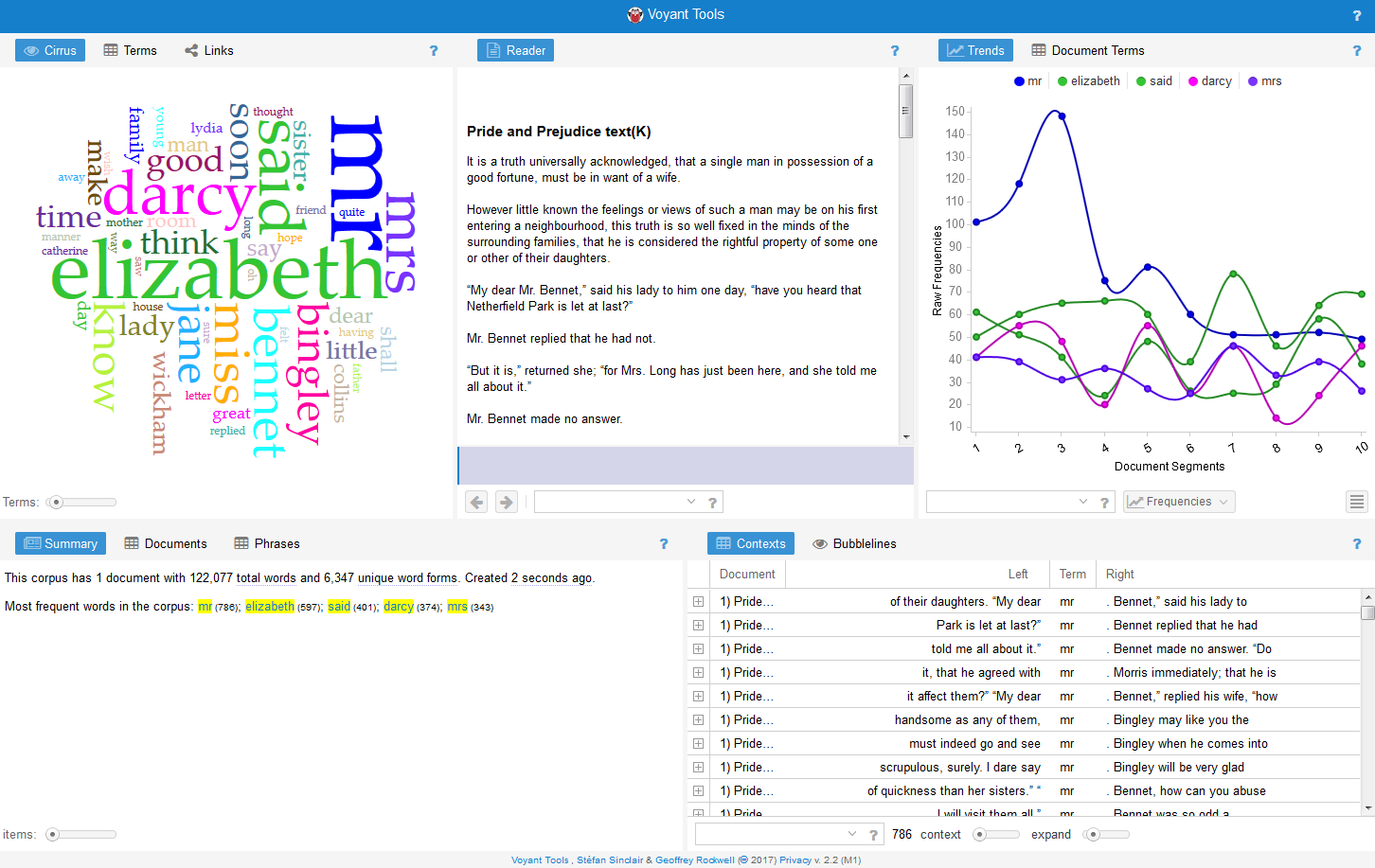

디지털 인문학(영어: digital humanities, DH)은 인문학과 정보기술(ICT: Information and Communication Technologies)이 합쳐진 융합학문이다. 전통적인 인문학의 연구과정에 정보기술의 설계, 구축, 분석, 해석, 시각화의 과정이 융합되어 탄생된 인문학의 새로운 방법론이며, 학문분과이다.